# .es
A .es Spanyolország internetes legfelső szintű tartomány kódja.
A 2005-ös liberalizáció óta lehetséges közvetlenül második szintű tartomány neveket regisztrálni vagy a következő aldomének alá harmadik szintre:
- .com.es – kereskedelmi
- .nom.es – személyes weblapok
- .org.es – nonprofit szervezetek
- .gob.es – kormányzat
- .edu.es – oktatási intézetek